# Carelia Oriental

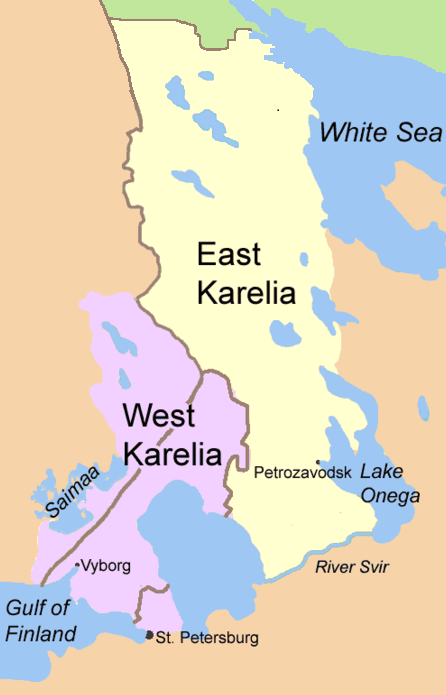
Carelia Oriental y Carelia Occidental, con las fronteras de 1939 y 1940/1947. También conocidas bajo el nombre de Carelia Rusa y Carelia Finlandesa.

Carelia Oriental, (en finlandesa Itä-Karjala), conocida también como Carelia Rusa, es el nombre bajo el que se conoce la parte de Carelia que quedó bajo control del Zarato ruso después del Tratado de Stolbovo de 1617. Esta región quedó separada de la parte occidental de la región, que ha sido conocida desde entonces como la Carelia Finlandesa (o históricamente Carelia Sueca hasta el 1808). La mayor parte de Carelia Oriental forma ahora parte de la República de Carelia dentro de la Federación de Rusia.
Los activistas nacionalistas del movimiento fennómano consideraban Carelia Oriental como la antigua cuna de la cultura finlandesa, no contaminada por escandinavos o eslavos. En las regiones boscosas de Carelia Oriental, Elias Lönnrot basó sus cuentos populares que se convirtieron en la epopeya nacional finlandesa Kalevala.
La idea de la anexión de Carelia Oriental por parte de Finlandia para formar la Gran Finlandia fue apoyada por numerosos políticos finlandeses tras la proclamación de la independencia del país. La posibilidad de cumplir este objetivo parecía muy posible durante la Guerra de continuación, en principal debido al apoyo de la Alemania nazi. La mayor parte de Carelia Oriental fue ocupada por Finlandia en el periodo 1941–1944. Durante la guerra, población local rusa soportó numerosas penurias, incluyendo el trabajo forzado y la internación en campos de prisioneros. Tras el fin de la guerra, las demandas públicas de anexionar Carelia Oriental a Finlandia desaparecieron. 
Tras la división de Carelia entre Rusia y Finlandia en 1918, los pueblos fino-bálticos que formaban la  mayor parte de la población de Carelia Oriental recibieron promesas en cuanto a la obtención de unos extensos derechos culturales. Sin embargo, los derechos culturales prometidos no fueron nunca otorgados en su totalidad. Durante la gobernación de Iósif Stalin en la Unión Soviética, los finlandeses étnicos sufrieron una fuerte represión, debido a la rusificación de la región. Tras la disolución de la Unión Soviética, apareció en la región un amplio movimiento de renacimiento de la cultura finlandesa.